# Josef Václav Frič

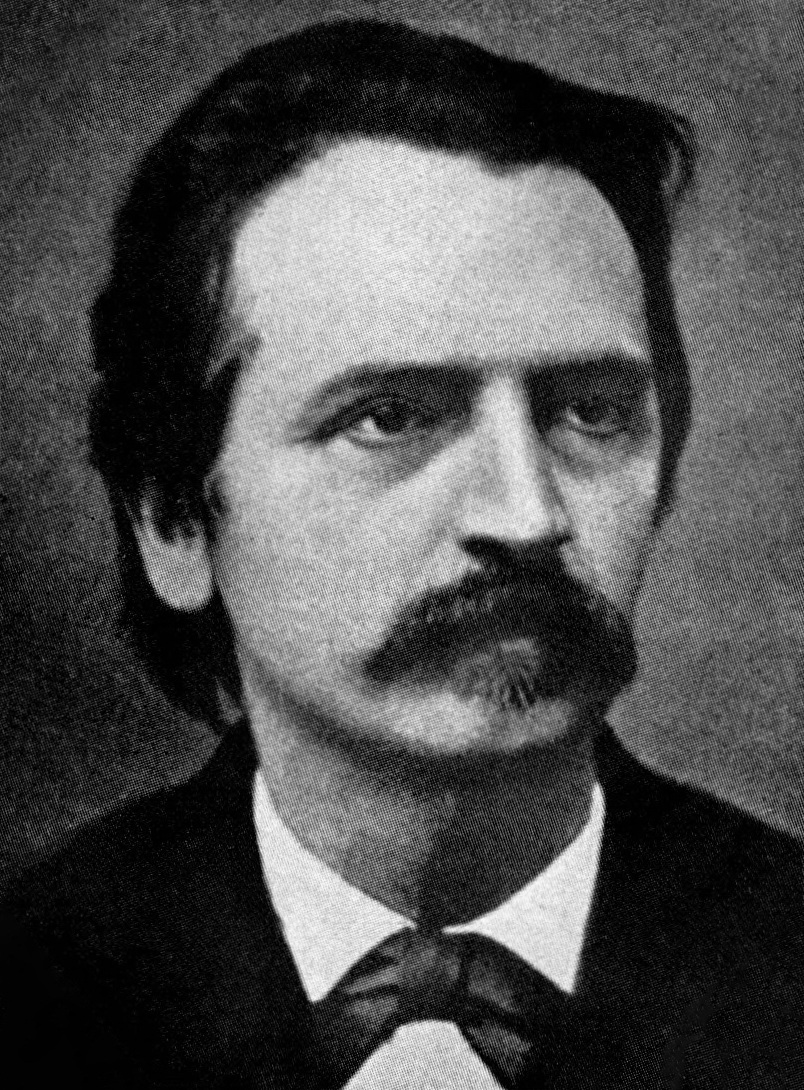
Josef Václav Frič

Josef Václav Frič (pseudonym: M. Brodský), född 5 augusti 1829 i Prag, död där 14 oktober 1890, var en tjeckisk politiker och poet. Han var bror till Antonín Frič.
Frič tvingades efter 1848 års rörelser fly till Ungern, där han understödde den slovakiska resningen mot ungrarna. Återkommen, sårad, till Prag, dömdes han 1849 till 18 års fängelse, benådades efter tre år, arresterades 1858 på nytt och landsförvisades 1859 för alltid. Han återkom hemligt till Böhmen under fransk-tyska kriget, då han för Otto von Bismarck föreslog proklamerande av "gammaltjeckiska kungariket". En tid redigerade han "Agramer Zeitung" i Zagreb, var rysk krigskorrespondent i Turkiet 1877-1878 och fick 1879 lov att återvända till Prag. 
Frič hade ej ringa betydelse för sin tid genom att införa nya stoff i den tjeckiska poesin, dels översättningar, dels efterbildningar från tyska och engelska vitterheten (Lord Byron och de polska romantikerna). Han skrev bland annat Kochan Ratiborsky (1846), Svatopluk a Rostislav (1857), Libušin soud ("Libusjas dom", 1862) med flera nationella  skådespel, Ulrik Hutten (1852), Mazeppa (1865) och Asjenŭv pad ("Åsens fall"), hans mest lyckade tragedi. Han utgav vidare den revolutionära kalendern "Lada Niola" (1855), Valda dikter (1861) och Samlade skrifter (fyra band, 1879-80) samt i tidskrifter sina memoarer, Paměti.